# بهشت: ایمان
بهشت: ایمان فیلمی است در قالب درام از اولریش زایدل کارگردان اتریشی که در سال ۲۰۱۲ ساخته شده. این دومین فیلم از سه‌گانه بهشت می‌باشد. فیلم نامزد شیر طلایی شصت و نهمین جشنواره فیلم ونیز بود و برنده جایزه ویژه هیئت داوران شد. برنده جایزه طراحی صدا در بیست و ششمین جشنواره فیلم اروپایی شد.

## داستان
فیلم بهشت: ایمان، که روایت زنی است بنام آنا ماریا (با بازی ماریا هوفشتتر) که یک زن اتریشی میانسال که به تنهایی در یک خانه در وین زندگی می‌کند. هنگامی که او در بیمارستان کار می‌کند ولی در این سن و سال او احساس تنهایی ندارد؛ او عیسی را دارد؛ عشق او به عیسی؛ این عشق بی قید و شرط به خدا، به او قدرت می‌بخشد که وسوسه‌های نفسانی خود چه با دعا و چه با مجازات خود غلبه کند. او در مسیر خودش تنها نیست، او عضو یک گروه مذهبی کوچک است که تلاش دارد که ایمان کاتولیکی را به اتریش بازگرداند. او در روزهای تعطیلی خود در عوض اینکه به مسافرت برود، خانه به خانه می‌رود تا ایمان را به خانه‌های همسایه‌ها (که عمدتاً مهاجر هستند) که خدا را گم کرده‌اند بازآوری کند.
اگر چه ایمان او قوی است، ولی او در راه خود با چالش‌هایی روبه رو می‌شود، اعم از عکس‌العمل جامعه و مردم در برابر خود تا شوهر مسلمان افلیج او که خواستار سهم کوچکی از عشق اوست که حاضر نیست به کسی جز عیسی نثار کند.